# Municipio de Eden (Illinois)
El municipio de Eden (en inglés: Eden Township) es un municipio ubicado en el condado de LaSalle en el estado estadounidense de Illinois. En el año 2010 tenía una población de 1471 habitantes y una densidad poblacional de 15,7 personas por km².

## Geografía
El municipio de Eden se encuentra ubicado en las coordenadas 41°14′11″N 89°6′21″O / 41.23639, -89.10583. Según la Oficina del Censo de los Estados Unidos, el municipio tiene una superficie total de 93.67 km², de la cual 93,67 km² corresponden a tierra firme y (0 %) 0 km² es agua.

## Demografía
Según el censo de 2010, había 1471 personas residiendo en el municipio de Eden. La densidad de población era de 15,7 hab./km². De los 1471 habitantes, el municipio de Eden estaba compuesto por el 97,21 % blancos, el 0,07 % eran afroamericanos, el 0,34 % eran amerindios, el 0,14 % eran asiáticos, el 1,56 % eran de otras razas y el 0,68 % eran de una mezcla de razas. Del total de la población el 4,62 % eran hispanos o latinos de cualquier raza.